# São Lourenço do Sul (ort)
São Lourenço do Sul är en ort i Brasilien.   Den ligger i kommunen São Lourenço do Sul och delstaten Rio Grande do Sul, i den södra delen av landet, 1 800 km söder om huvudstaden Brasília. São Lourenço do Sul ligger 13 meter över havet och antalet invånare är 25 340.
Terrängen runt São Lourenço do Sul är platt. Havet är nära São Lourenço do Sul åt sydost.